# Аспинское сельское поселение
Аспинское се́льское поселе́ние — муниципальное образование в Уинском районе Пермского края Российской Федерации.
Административный центр — село Аспа.

## История
Статус и границы сельского поселения установлены Законом Пермской области от 9 декабря 2004 года № 1870-403 «Об утверждении границ и о наделении статусом муниципальных образований Уинского района Пермской области»
Законом Пермского края от 28 мая 2018 года № 238-ПК были преобразованы, путём их объединения, Аспинское и Ломовское сельские поселения во вновь образованное Аспинское сельское поселение.

## Население
| 2010  | 2012  | 2013  | 2014  | 2015  | 2016  | 2017  |
| ----- | ----- | ----- | ----- | ----- | ----- | ----- |
| 1844  | ↘1744 | ↘1695 | ↘1666 | ↘1656 | ↘1652 | ↗1668 |
| 2018  | 2019  |       |       |       |       |       |
| ↘1665 | ↗2092 |       |       |       |       |       |

## Состав сельского поселения
| №  | Населённый пункт | Тип населённого пункта          | Население |
| -- | ---------------- | ------------------------------- | --------- |
| 1  | Аспа             | село, административный центр    | 950       |
| 2  | Аспинский        | посёлок                         | 227       |
| 3  | Большой Ась      | деревня                         | 103       |
| 4  | Верхняя Тулва    | деревня                         | 33        |
| 5  | Красногорка      | деревня                         | 253       |
| 6  | Курмакаш         | деревня                         | 90        |
| 7  | Ломь             | деревня, административный центр | 399       |
| 8  | Малая Аспа       | деревня                         | 55        |
| 9  | Малый Усекай     | деревня                         | 33        |
| 10 | Мизево           | деревня                         | 39        |
| 11 | Митрохи          | деревня                         | 86        |
| 12 | Первомайский     | посёлок                         | 6         |
| 13 | Сосновка         | деревня                         | 151       |

## Флаг
Флаг утверждён 6 декабря 2010 года и внесён в Государственный геральдический регистр Российской Федерации с присвоением регистрационного номера 6498. Жители Аспинского сельского поселения, а также иные лица, находящиеся на территории Аспинского сельского поселения, обязаны уважать флаг Аспинского сельского поселения.
Флаг представляет собой «Прямоугольное полотнище с отношением ширины к длине 2:3, несущее в центре изображение композиции из герба поселения, выполненное в голубом, белом, зелёном и красном цветах». Геральдическое описание герба гласит: «Поле крюковидно пересечено лазурью и серебром; в серебре — зелёная со многими червлёными ягодами ветвь клюквы».
Основная достопримечательность территории поселения — Белое болото, дающее начало трём рекам: Тулва, Тюй и Тарт, что определило крюковидное деление полотнища в виде трёх литер «Т». Болото богато ягодниками, что символически показано на флаге веточкой клюквы. Голубой цвет (лазурь) — символ истины, чести и добродетели, чистого неба и водных просторов. Красный цвет символ трудолюбия, красоты, праздника. Зелёный цвет — символ обновления, развития, жизни.